# Район Квадронно (Милан)
Quadronno — один из районов муниципалитета Старого города Милана. Это один из самых престижных районов города, знаменитый своими роскошными кондоминиумами, построенными выдающимися историческими дизайнерами, что придает ему особый характер. Quadronno — старейший район Милана, существующий со времён Римской империи, и является одним из самых дорогих в Италии.
Quadronno — это изысканный жилой район с зелеными аллеями, пешеходными зонами, историческими комплексами, садами, музеями, медицинскими учреждениями, ресторанами и модными клубами. Здесь расположены многочисленные культурные учреждения и церкви, обладающие значительным монументальным и историческим значением. Quadronno известен памятниками архитектуры 1950-х годов, которые способствовали мировой славе итальянского дизайна.
В Quadronno нет современных жилых комплексов и крупных торговых центров, а также отсутствует широко распространенная полиэтническая составляющая, часто характерная для других районов Милана.

## История
Quadronno получил свое название от древней деноминации Quadronno, восходящей к временам Древнего Рима и считающейся старейшей Contrada в Милане.
Название происходит от реки Кодроно, протекающей рядом с базиликой Сан-Челсо на Корсо Италия 37 (бывший романский храм, построенный в 840 году). Имя «Quadronno» присутствует в двух документах, датированных 1170 и 1182 годами, хранящихся в аббатстве Кьяравалле, где оно упоминается как Кадронно, Кадрионно, Каллетроно и Кальедроно или Каделоно.
Виале Беатриче д'Эсте окружен самым культовым историческим памятником Милана: Испанские стены Милана, чей сердцевидный периметр окружает центр города с 1548 года.
На площади Миссори находилась площадь с 600-метровой аркадой по обеим сторонам улицы с роскошными магазинами времен Древнего Рима, около 1600 лет назад. Это был Медиолан 300 года н. э. По этой причине дворянство Милана всегда предпочитало жить в этом районе.
Император Грациан в 381 году н. э. хотел основать свою резиденцию в Крочетте, потому что считал ее самым престижным районом всей Римской империи, к нему присоединился епископ Амвросий, решивший построить четыре базилики.
В 386 году Амвросий построил базилику Сан-Назаро-ин-Броло (Basilica Apostolorum), посвященную апостолам и считавшуюся самой важной церковью Милана, построенную в центре Императорской аркады.

## Рынок недвижимости
Стоимость квартиры в районе варьируется от 12 000 до 15 000 евро за квадратный метр. При аренде, стоимость квартиры площадью 80 квадратных метров может достигать 3 500 евро в месяц (без учета расходов на обслуживание кондоминиума).

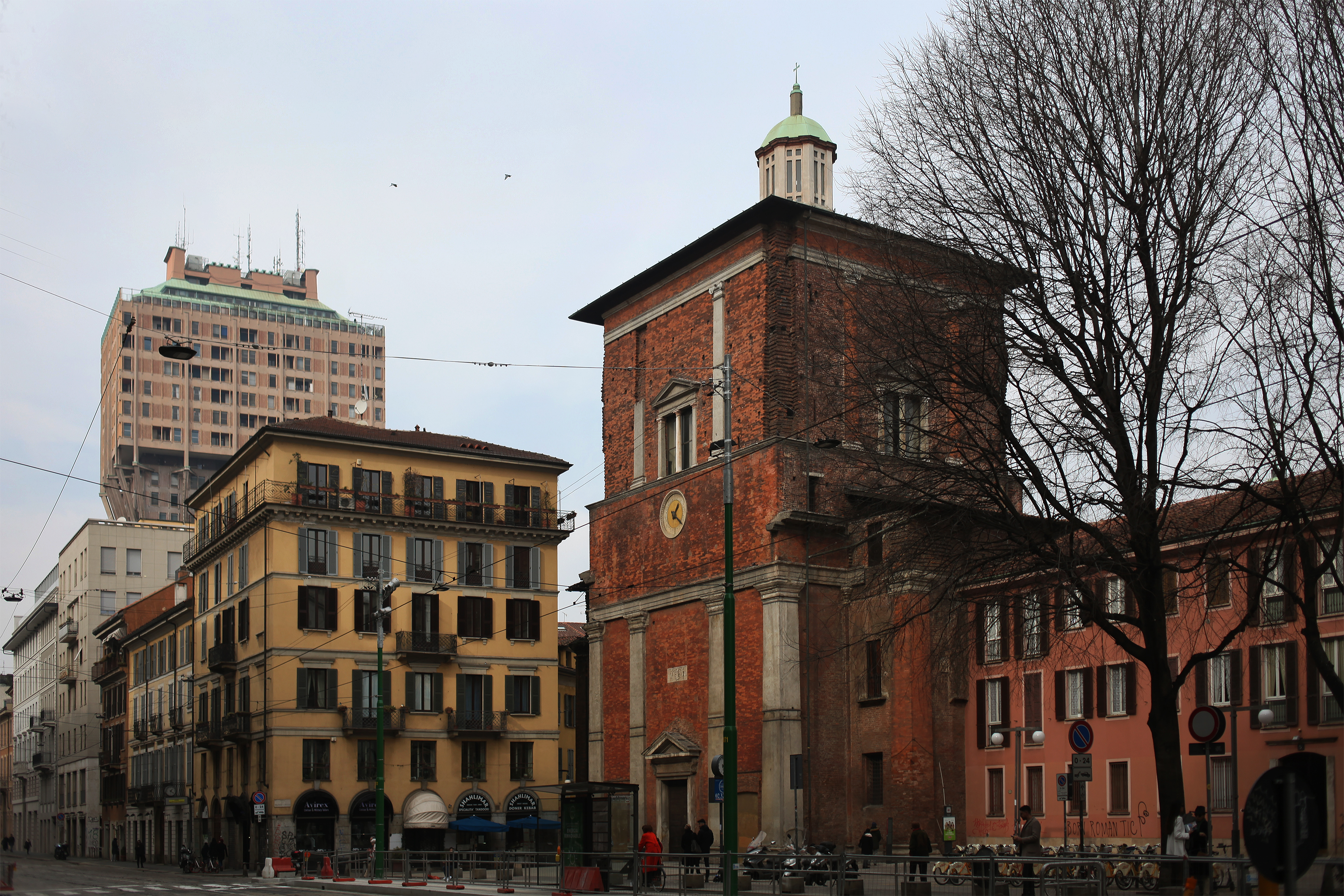
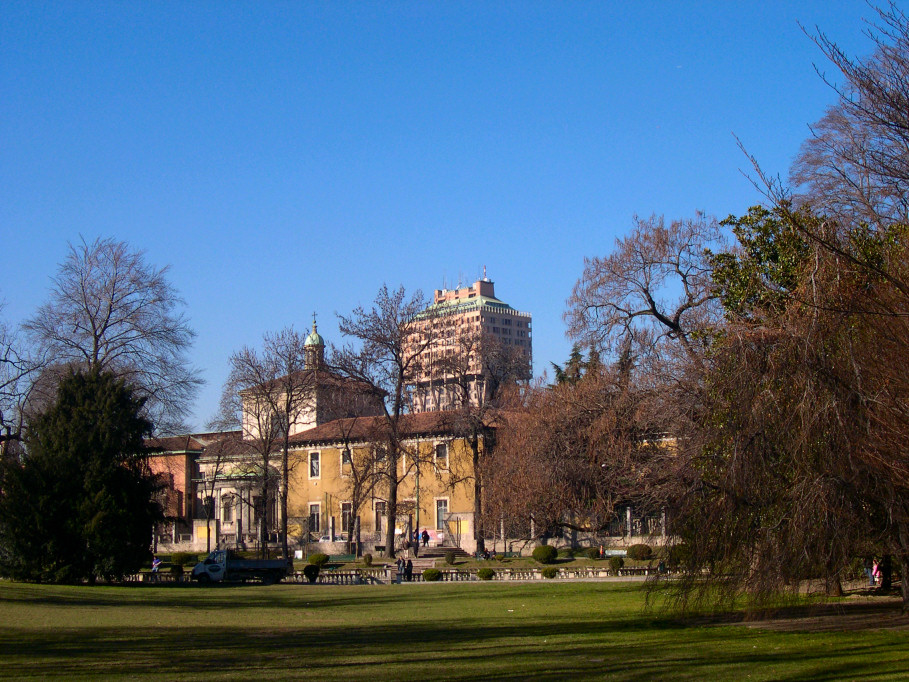
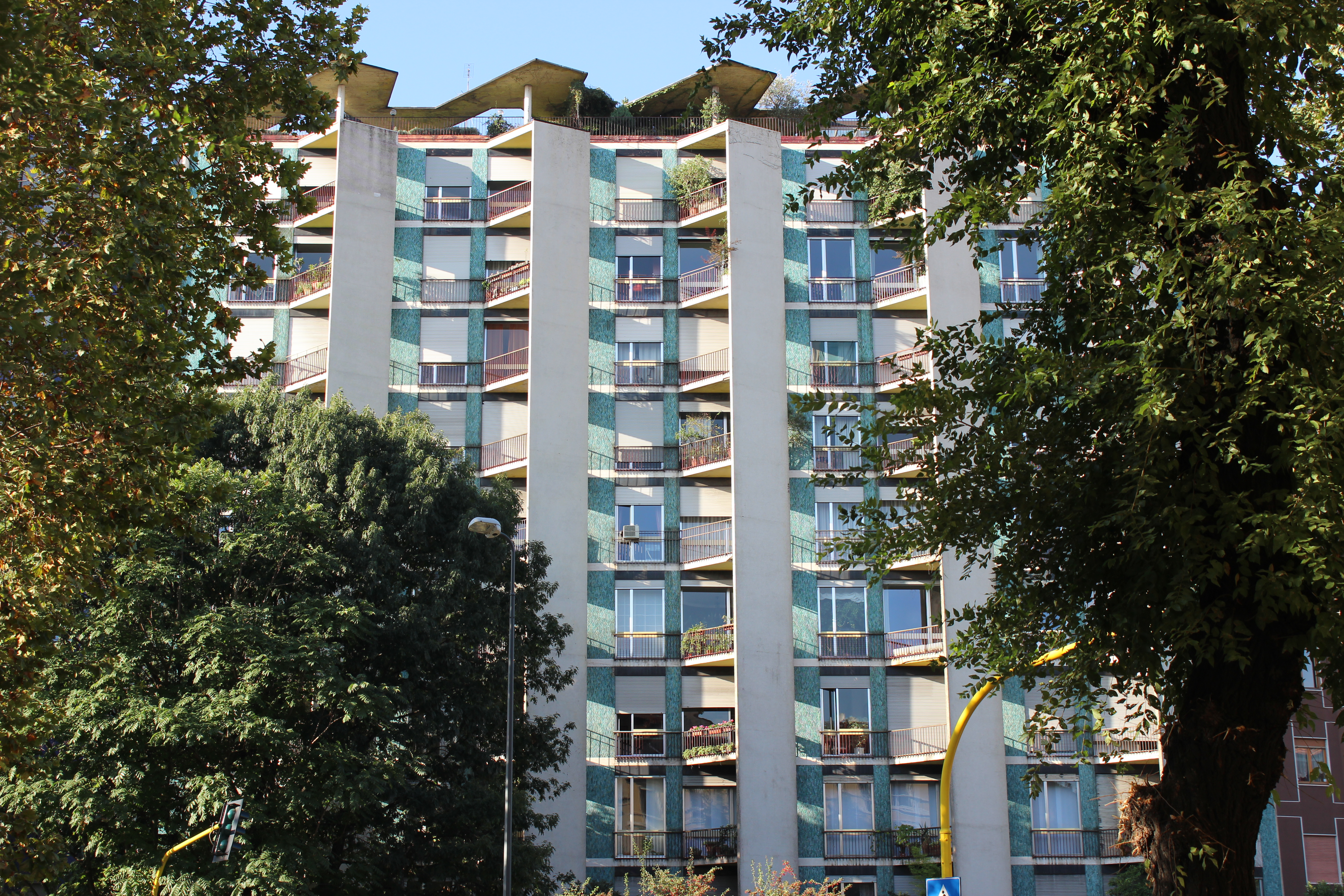
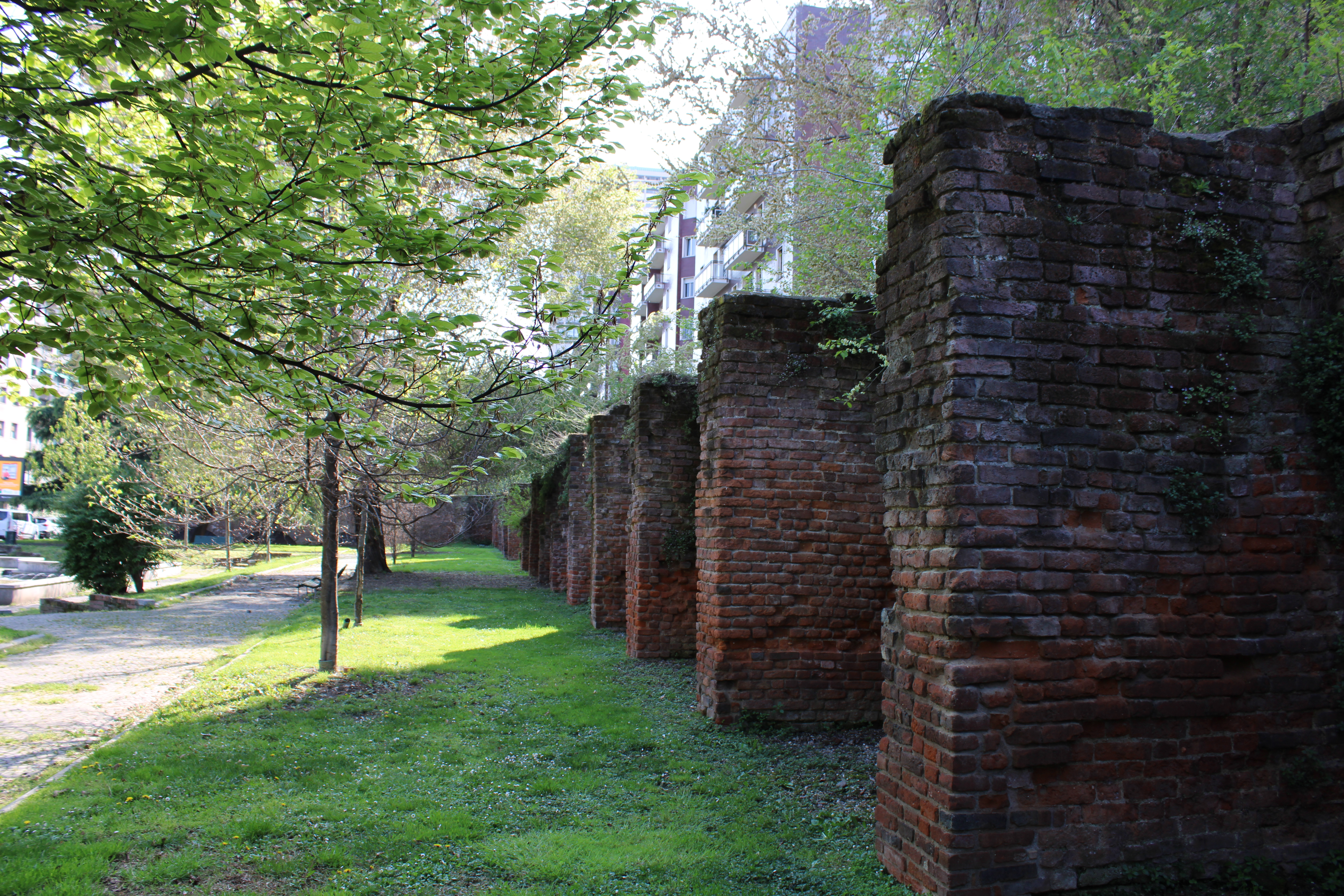
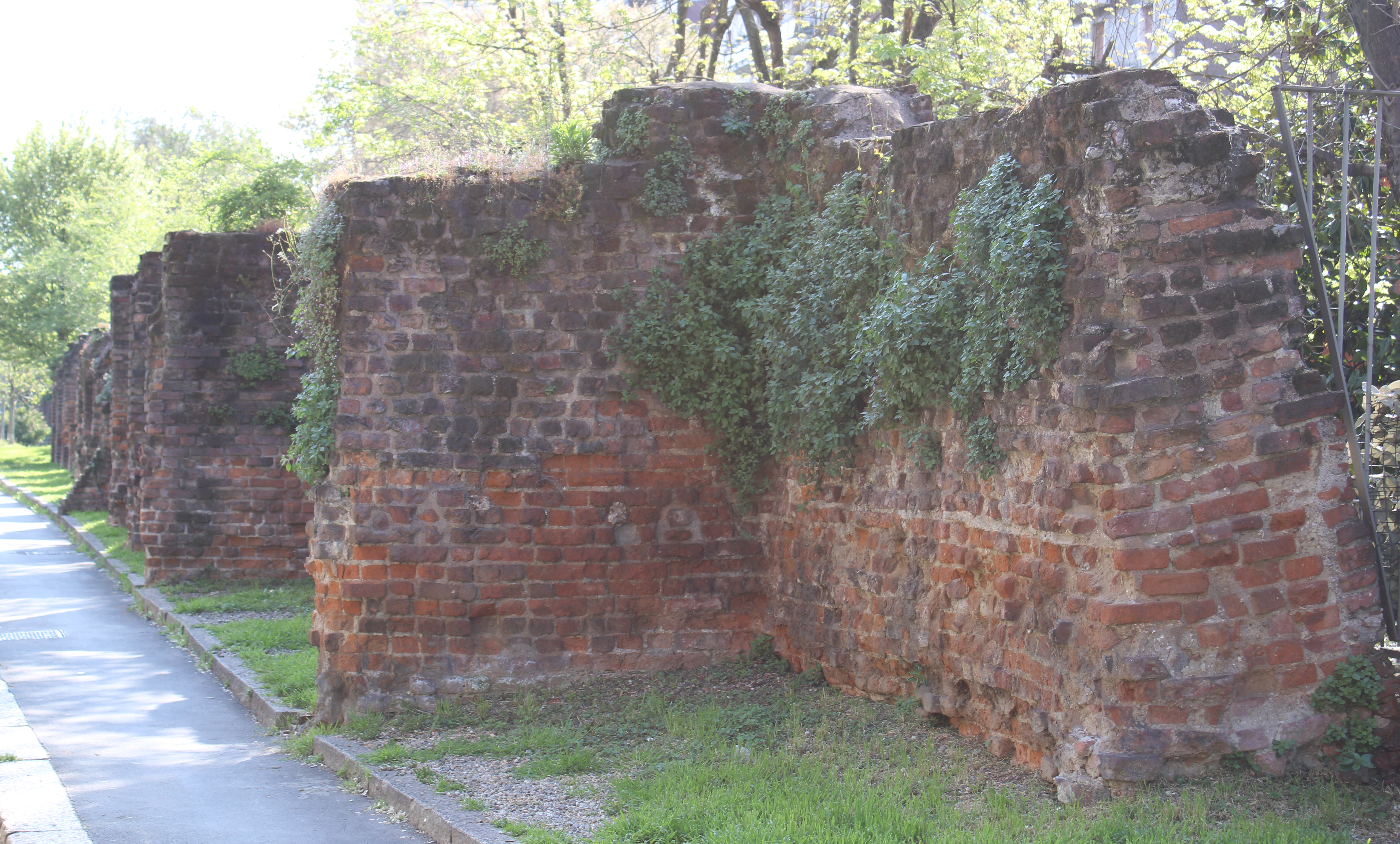
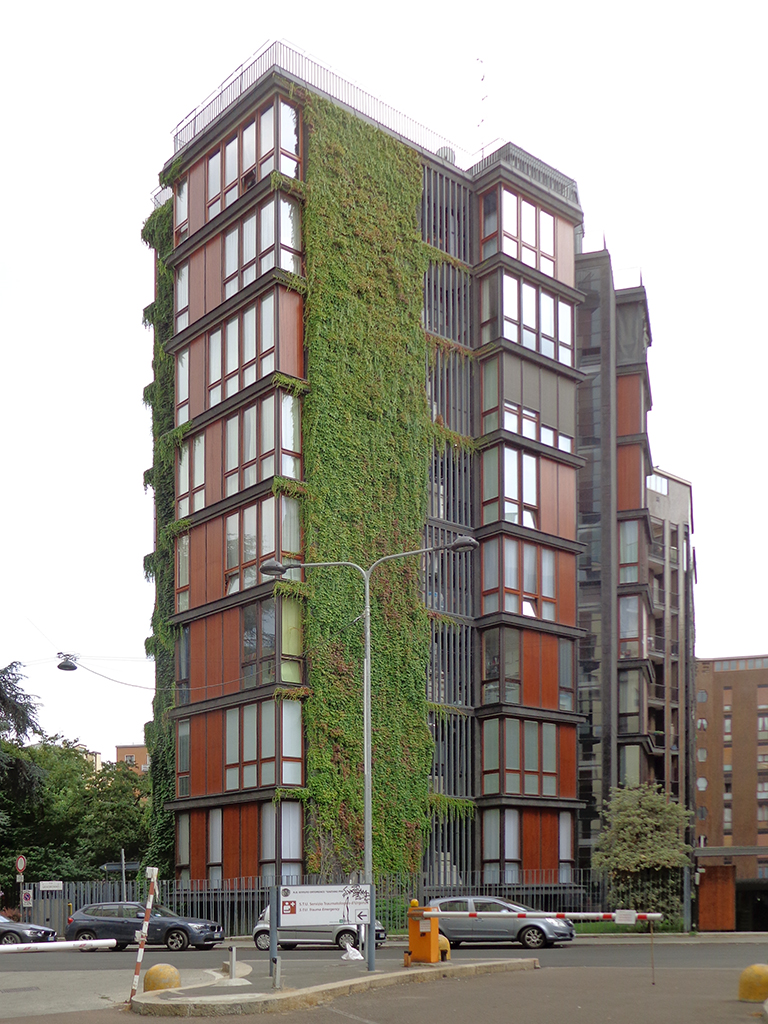
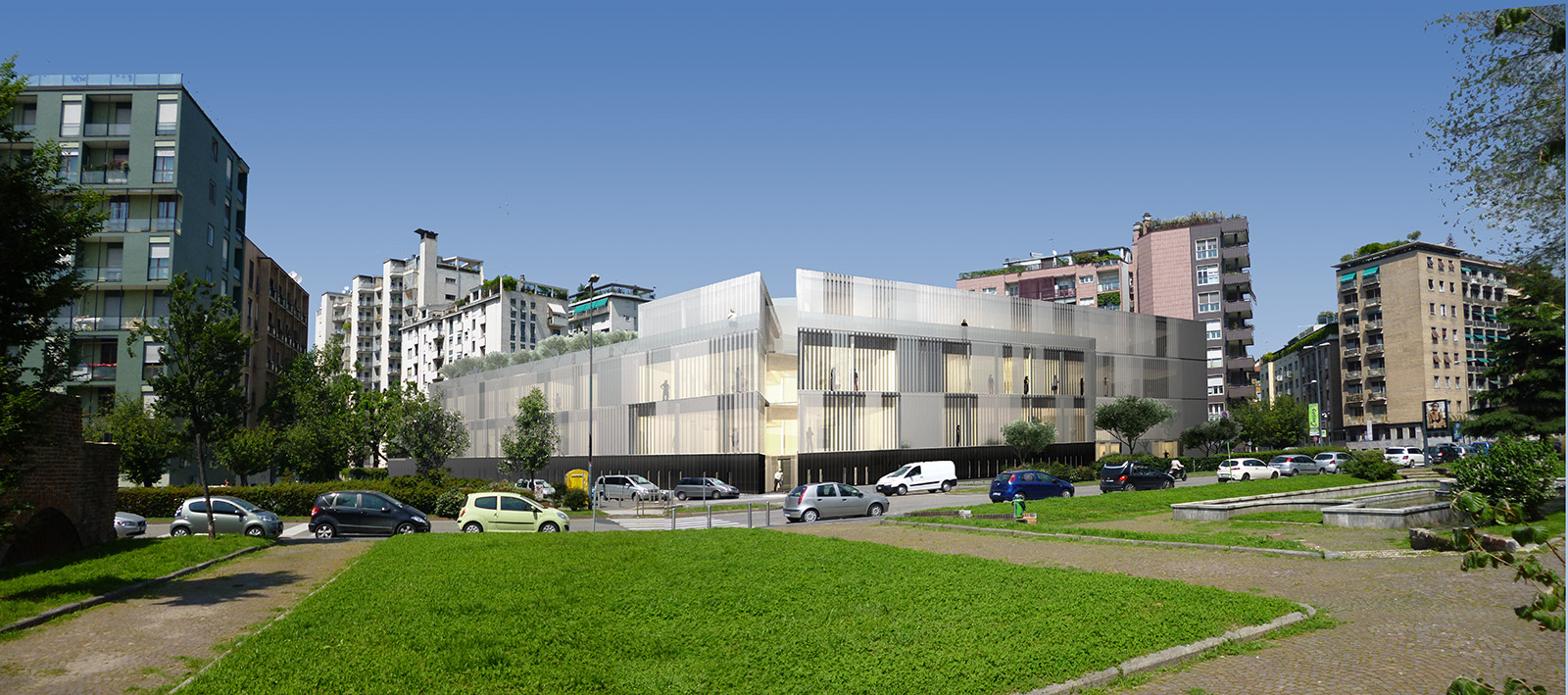

## Время в пути
- Дуомо: 5 минут на машине, 10 минут на общественном транспорте
- Аэропорт Линате: 15 минут на машине, 30 минут на общественном транспорте
- Аэропорт Мальпенса: 50 минут на машине, 1 час 20 минут на общественном транспорте
- Центральный вокзал Милана: 10 минут на машине, 20 минут на общественном транспорте